# فالي سيرافيس
عائلة فالي سيرافس هي عائلة إيرانية محلية مقرها شيراز، والتي احتلت مكانة مهمة في المدينة في عهد السلغوريين (1148-1282)، واليلخانات (1256-1335)، والإنجوديين [الإنجليزية] (1335-1357).
كانوا إما ينحدرون من الدهقان (الإيرانيون الزرادشتيون السابقون قبل الإسلام) وذلك لأنهم أصحاب الأراضي الأرستقراطيين من فارس أو من المهاجرين الديلميين الذين استقروا في فارس خلال العصر البويهي. أول عضو معروف من العائلة هو القاضي سراج الدين أبو العز مكرم بن علي فالي (توفي عام 1224)، الذي شغل منصب قاضي القضاة في فارس وخطيب المسجد الجديد في شيراز.
فقدت العائلة الكثير من قوتها بعد استيلاء المظفر على شيراز ووفاة مجد الدين إسماعيل فالي، في عامي 1353 و1355 على التوالي. ومع ذلك، فقد استمر نفوذهم في ظل حكم المظفرين. وقد سُجِّل الأعضاء البارزون في عائلة فالي سيرافيس حتى عام 1972.